# HD 22819
HD 22819，又名BD-01 519，SAO 130645、HR 1119，是一颗恒星，视星等为6.12，位于銀經187.38，銀緯-41.97，其B1900.0坐标为赤經3h 34m 54.4s，赤緯-1° -41.97′ 44″。